# João Carlos Gastal
João Carlos Gastal (5 de fevereiro de 1915 — 1 de maio de 1986) foi um político e brasileiro.

## Carreira Política
Iniciou sua carreira política participando da fundação do PTB em Pelotas, partido pelo qual se elegeu vereador em 1951. Concorreu a deputado estadual na eleição de 1954, não logrando êxito, sendo eleito para este cargo na eleição seguinte, em 3 de outubro de 1958, para a 40ª Legislatura da Assembleia Legislativa do Rio Grande do Sul. Deixou sua cadeira de deputado em 1960, por ter sido eleito prefeito de Pelotas, cumprindo o seu mandato entre 1960 e 1964. Enquanto era Prefeito, concorreu como suplente de Senador na eleição de 1962, não sendo eleito, além de articular a Campanha da Legalidade no município.
Após o bipartidarismo, filiou-se ao MDB e concorreu novamente à prefeitura de Pelotas em 1968, não se elegendo, apesar de ter sido o candidato mais votado. Em 1970 retornou à Assembleia Legislativa, sendo o líder da oposição durante este mandato. Se reelegeu para um novo mandato em 1974, com a 4ª maior votação. Presidiu a Assembleia Legislativa no biênio 1975-1976. Nas eleições seguintes, em 1978, concorreu à deputado federal não se elegendo.
Com o fim do bipartidarismo, ajudou a fundar o PDT, concorrendo para prefeito pela última vez em 1982, terminando a disputa em 4º lugar.

## Morte
Gastal faleceu em Porto Alegre, no dia 1º de maio de 1986, vítima de uma doença respiratória.

## Desempenho em eleições
| 1951 | Municipal de Pelotas          | Vereador            | PTB | 576    | Não eleito (5º mais votado)  |
| 1954 | Estadual do Rio Grande do Sul | Deputado Estadual   | PTB | 3.069  | Não Eleito (44º mais votado) |
| 1958 | Estadual do Rio Grande do Sul | Deputado Estadual   | PTB | 11.008 | Eleito (7º mais votado)      |
| 1959 | Municipal de Pelotas          | Prefeito            | PTB | 19.266 | Eleito (Turno Único)         |
| 1962 | Estadual do Rio Grande do Sul | Suplente de Senador | PTB | 70.411 | Não eleito (3º colocado)     |
| 1968 | Municipal de Pelotas          | Prefeito            | MDB | 18.236 | Não Eleito (1º colocado)     |
| 1970 | Estadual do Rio Grande do Sul | Deputado Estadual   | MDB | 16.632 | Eleito (14º mais votado)     |
| 1972 | Municipal de Pelotas          | Vice-Prefeito       | MDB | 33.394 | Não eleito (2º colocado)     |
| 1974 | Estadual do Rio Grande do Sul | Deputado Estadual   | MDB | 37.170 | Eleito (4º mais votado)      |
| 1978 | Estadual do Rio Grande do Sul | Deputado Federal    | MDB | 24.578 | Não eleito (25º mais votado) |
| 1982 | Municipal de Pelotas          | Prefeito            | PDT | 9.365  | Não eleito (4º colocado)     |